# Reherrey
Reherrey é uma comuna francesa na região administrativa de Grande Leste, no departamento de Meurthe-et-Moselle. Estende-se por uma área de 5,87 km². Em 2010 a comuna tinha 134 habitantes (densidade: 22,8 hab./km²).